# 卡丽娜·贝尔
卡丽娜·贝尔（德語：Carina Bär，1990年1月23日—），德国女子赛艇运动员。她曾代表德国参加2012年和2016年夏季奥林匹克运动会赛艇比赛，共获得一枚金牌和一枚银牌。